# 近藤聡明
近藤 聡明（こんどう としあき）は、日本で活動するミュージカル俳優である。兵庫県神戸市出身。劇団四季所属。

## 来歴
アマチュアの舞台役者として活動したのち、2008年10月に劇団四季オーディションに合格する。2009年に劇団四季に入団し、同年3月13日に自由劇場で上演されたジーザス・クライスト＝スーパースター エルサレムバージョン東京公演のアンサンブル7枠役が初舞台出演となった。その後は多彩な舞台出演を重ねている。

## 主な出演作品
- ジーザス・クライスト＝スーパースター エルサレムバージョン（2009年アンサンブル7枠）
- 人間になりたがった猫（2009年仕立屋）
- ライオンキング（2015年ティモン、アンサンブル）
- バケモノの子（2023年多々良）